# Михайличенко, Игнат Васильевич
Игнат Васильевич Михайличенко (укр. Гна́т Васи́льович Михайличе́нко, 27 сентября [9 октября] 1892, Мирополье — 21 ноября 1919, Киев) — украинский писатель и политический деятель, член Украинской Центральной Рады. Участник гражданской войны.
В 1920—1930-е годы его имя носила улица в Киеве (современная улица Филиппа Орлика).

## Биография
Родился в слободе Студёнка Миропольской волости Суджанского уезда Курской губернии. Сын крестьянина.
Учился в 1908—1912 годах в Харьковском земледельческом училище, откуда из—за связей с эсерами его перевели в Московское земледельческое училище. В Москве продолжил обучение в университете Шанявского. Участвовал в эсеровской террористической группе.
Мобилизован в 1914 году в армию, бежал с фронта, находился на нелегальном положении, по другим сведениям — бежал в Галицию. В 1916 году за принадлежность к харьковской организации левых эсеров военный суд приговорил его к шести годам каторги (которую заменили ссылкой) и пожизненному поселению в Сибири. Наказание отбывал в селе Тулупьевом Нижнеудинского уезда Иркутской губернии.
После Февральской революции 1917 года вернулся на Украину. Принадлежал к левому крылу Харьковской организации УПСР. Делегат Всероссийского съезда крестьянских депутатов. Член ЦК УПСР, член Центральной Рады.
В конце 1917 года был избран во Всероссийское учредительное собрание в Харьковском избирательном округе по списку № 5 (эсеры (левые), украинские эсеры, Совет крестьянских депутатов). Участвовал в заседании Учредительного собрания 5 января 1918 года. Выступил от имени фракции украинских эсеров. Единственный из выступавших там на украинском языке. Несмотря на требования слева (большевиков) говорить по-русски, был поддержан председателем Черновым: «Гражданин член Учредительного Собрания имеет полное право пользоваться в Учредительном Собрании своим родным языком. (Рукоплескания центра и справа.)» и Михайличенко продолжал по-украински.
Был одним из лидеров Украинской коммунистической партии (боротьбистов). С февраля по апрель 1919 года входил в коллегию Киевской ГубЧК. С марта 1919 года — нарком просвещения Украинской ССР. Соредактор (вместе с Михаилом Семенко) первого номера журнала «Искусство», выходившего в 1919—1920 годах.
В мае-июле 1919 года воевал на Западном фронте. С приходом в Киев в сентябре 1919 года Добровольческой армии перешёл на подпольную работу. Вместе с Василием Чумаком, Григорием Костюченко и Клавдией Ковалёвой расстрелян контрразведкой Вооружённых сил Юга России за участие в организации восстания против войск Киевской области ВСЮР.
Писал стихи с 1911 года, прозу с 1915 года. Автор «Голубого романа» (Харьков, 1921), повести «История одного покушения» (Историческая повесть из жизни украинских революционеров до революции) (Одесса, 1918), сборника «Новеллы» (Харьков, 1922), стихов. С предисловием и под редакцией Михайличенко вышел посмертный сборник рассказов Андрея Заливчего «С лет детства» (Киев, 1919).
На Украине исследованием биографии и творчества поэта занимался сумской краевед и журналист Геннадий Петров (1936—1996). Ему удалось установить точную дату и место рождения Михайличенко.